# Гирин (город)
Гири́н, также Цзили́нь (кит. упр. 吉林, пиньинь Jílín, палл. Цзили́нь) — город-округ в провинции Гирин КНР, население — 3,6 млн жителей (2020).

## География
Город расположен в холмистой местности, которую окружает река Сунгари.
Река Сунгари окружала старый город почти целиком, отсюда и пошло маньчжурское название города «Гирин-ула» («Речной город»).

### Климат
| Показатель                                                    | Янв. | Фев. | Март | Апр. | Май | Июнь | Июль | Авг. | Сен. | Окт. | Нояб. | Дек. | Год  |
| ------------------------------------------------------------- | ---- | ---- | ---- | ---- | --- | ---- | ---- | ---- | ---- | ---- | ----- | ---- | ---- |
| Средний максимум, °C                                          | −10  | −6   | 3    | 14   | 22  | 26   | 28   | 27   | 22   | 14   | 2     | −7   | 11,3 |
| Средний минимум, °C                                           | −24  | −20  | −9   | 1    | 8   | 14   | 18   | 17   | 9    | 1    | −9    | −19  | −1,1 |
| Норма осадков, мм                                             | 6    | 6    | 14   | 29   | 54  | 106  | 179  | 140  | 64   | 36   | 16    | 7    | 657  |
| Источник: National Meteorological Centre of China (1951−2007) |      |      |      |      |     |      |      |      |      |      |       |      |      |

## История
Эти места были населены с древнейших времён. Две тысячи лет назад здесь располагалась столица государства Пуё — один из самых первых городов в Маньчжурии. Во времена государства Бохай здесь находился один из непосредственно подчинявшихся монарху районов страны. После того, как Бохай было завоёвано киданями, в этих местах разместилась Восточная столица основанной ими империи Ляо. Когда в XII веке империя киданей была уничтожена чжурчжэнями, в этих местах была одна из станций маршрута, соединявшего Верхнюю столицу империи Цзинь с Центральной столицей.
После того, как китайцы свергли правление монголов и основали империю Мин, эти места стали зоной контактов хайсиских чжурчжэней и китайцев из Ляодуна. После того, как Нурхаци объединил маньчжуров, эти земли стали подвластны государству Поздняя Цзинь и сменившей его империи Цин. После завоевания Китая, в связи с обострением русско-цинского пограничного конфликта с 1673 года вокруг Гирина по приказу фудутуна Нингуты началось строительство стен, а с 1676 года здесь разместилась ставка нингутинского цзянцзюня. Таким образом, Гирин стал вторым по важности (после Мукдена) маньчжурским городом на Северо-Востоке, именно отсюда осуществлялся контроль за положением дел в бассейнах Сунгари, Уссури и Амура. Из-за важности местных дел император Сюанье в 1682 и 1698 годах лично посещал крепость Гирин.
В 1727 году была образована область Юнцзи (永吉州), управляемая из крепости Гирин. В 1747 году область Юнцзи была преобразована в Гиринский комиссариат (吉林厅). В 1881 году его статус был поднят до «напрямую управляемого» (吉林直隶厅), а в следующем году он был преобразован в Гиринскую управу (吉林府). В 1907 году была образована провинция Гирин, управляемая из Гиринской управы.
Во время Боксёрского восстания русские войска окружили город и разбили восставших. Несколько лет русская армия находилась в самом городе и в лагерях на правом берегу Сунгари. В 1902 году русский офицер Генерального штаба А. П. Будберг посетил Гирин и сделал серию подробных панорамных фотографических снимков города, в том числе крепостной стены, которая сейчас практически не сохранилась. Другой русский путешественник и исследователь В. И. Родевич в 1904 году также подробно описал город и окрестности. Гирин являлся стратегически важным местом, так как имел развитую структуру по судостостроению и производству патронов. За городом имелся арсенал. В 1904 году имелась большая русская колония, находящаяся на юго-западной части города.
После Синьхайской революции в Китае была проведена реформа структуры административного деления, в ходе которой управы были упразднены, и в 1913 году на территории, ранее напрямую подчинявшейся Гиринской управе, был образован уезд Гирин.
В конце декабря 1922 — начале 1923 года, после окончания Гражданской войны в России, сюда пешим порядком из приграничного города Хуньчуня прибыли чины русской армии (в пяти лагерях расположилось более 7 тыс. чинов Дальневосточной Земской Рати под командованием генерала М. К. Дитерихса). В течение 1923 года армия была переведена на положение беженцев, большая часть уехала в Харбин, Шанхай и другие города. Группе «студентов» удалось уехать в США.
В 1929 году уезд Гирин был переименован в уезд Юнцзи, при этом из него был выделен город Гирин.
После образования в 1932 году марионеточного государства Маньчжоу-го Гирин стал столицей провинции Гирин государства Маньчжоу-го. После Второй мировой войны правительство Китайской республики разделило основную территорию современного китайского Северо-Востока на 9 провинций, и Гирин стал столицей провинции Гирин Китайской Республики. 21 апреля 1949 года на территориях бывших провинций Китайской республики Гирин, Ляобэй и Аньдун была образована провинция Гирин Китайской народной республики. 27 сентября 1954 года столица провинции Гирин была перенесена из города Гирина в Чанчунь. В 1985 году, в связи с переходом КНР на новую трёхуровневую систему административно-территориального деления, был образован городской округ Гирин.
В 2005 году на химзаводе Гирина произошла утечка токсичных веществ, часть из которых попала в Амур, нанеся серьёзный экологический ущерб и едва не вылившись в международный скандал между Россией и Китаем.

## Административно-территориальное деление
Городской округ Цзилинь делится на 4 района, 4 городских уезда, 1 уезд:
| Карта | Карта          | Карта    | Карта     | Карта        | Карта            | Карта         | Карта                      |
| ----- | -------------- | -------- | --------- | ------------ | ---------------- | ------------- | -------------------------- |
|       |                |          |           |              |                  |               |                            |
| #     | Статус         | Название | Иероглифы | Пиньинь      | Население (2010) | Площадь (км²) | Плотность населения (/км²) |
| 1     | Район          | Чуаньин  | 船营区    | Chuányíng qū | 659 188          | 711           | 818                        |
| 2     | Район          | Лунтань  | 龙潭区    | Lóngtán qū   | 527 532          | 1209          | 475                        |
| 3     | Район          | Чанъи    | 昌邑区    | Chāngyì qū   | 492 159          | 865           | 715                        |
| 4     | Район          | Фэнмань  | 丰满区    | Fēngmǎn qū   | 296 924          | 1032          | 288                        |
| 5     | Городской уезд | Паньши   | 磐石市    | Pánshí shì   | 505 954          | 3867          | 128                        |
| 6     | Городской уезд | Цзяохэ   | 蛟河市    | Jiāohé shì   | 447 380          | 6235          | 74                         |
| 7     | Городской уезд | Хуадянь  | 桦甸市    | Huàdiàn shì  | 444 997          | 6624          | 71                         |
| 8     | Городской уезд | Шулань   | 舒兰市    | Shūlán shì   | 645 925          | 4554          | 140                        |
| 9     | Уезд           | Юнцзи    | 永吉县    | Yǒngjí xiàn  | 394 622          | 2625          | 150                        |

## Экономика
В Цзилине расположены автозавод FAW Jilin (легкие грузовики, микроавтобусы, минивэны и внедорожники), завод химических волокон Jilin Chemical Fiber Group, завод полупроводников NXP Semiconductors / Jilin Semiconductor.

## Города-побратимы
Гирин является городом-побратимом следующих городов:
- Находка, Россия — с 1991
- Волгоград, Россия — с 1994
- Спокан, США
- Мацуэ, Япония
- Ямагата, Япония
- Черкассы, Украина
- Эстерсунд, Швеция
- Шэньян, КНР